# Храм Петра и Павла (Белый, исторический)
Церковь Петра и Павла — полуразрушенный православный храм в городе Белый Тверской области России. Единственный сохранившийся исторический храм в городе, памятник архитектуры.

## История
В XVIII веке на южной окраине горда возникло Петропавловское кладбище. В 1777 году здесь был построен деревянный храм. В начале XIX века на его месте началось строительство каменного храма, завершившееся в 1817 году.
Был приписан к Троицкому собору.
Имел два придела: в честь Архангела Михаила, построенный на средства купца Ивана Игнатиевича Ксюнина в 1850 году, и в честь Владимирской иконы Божией Матери, построенный купцом Василием Зимицким в 1859 году. Храм был обнесён каменной оградой, по углам которой находились башни.
Храм был закрыт в середине XX века. В 2010 году возвращён верующим, проводится медленный ремонт.
В 1989 году в городе был построен новый деревянный храм Петра и Павла, который в настоящее время является действующим.

## Архитектура
Храм построен в стиле классицизма, архитектурная композиция типа восьмерик на четверике.
К настоящему времени сохранился четверик и двухъярусная колокольня. Соединявшая из трапезная, апсида, а также завершения храма и колокольни были уничтожены в советское время. Фасады храма отличаются плоскостным характером.
С 2010 года проводится медленный ремонт здания, была поострена новая полукруглая апсида, перекрытая конхой.